# Адеподжу, Мутиу
Му́тиу Адепо́джу, Мутью Адепожу (англ. Mutiu Adepoju; 22 декабря 1970, Ибадан, Нигерия) — нигерийский футболист, главным образом играл на позиции атакующего полузащитника. Нигериец, прозванный «Директором», большую часть своей карьеры провёл в испанской Ла Лиге, где в течение семи сезонов сыграл 175 матчей, в которых забил 22 гола. Он также был членом сборной Нигерии на трех чемпионатах мира.

## Карьера

### Клубная
Адеподжу, которого в Испании звали и по имени, уехал из Нигерии 1989 году, чтобы присоединиться к мадридскому «Реалу», но так и не смог попасть в главную команду, ограничившись выступлением за «Реал Мадрид Кастилья», резервную команду «Реала». За неё в сезоне 1990/91 он сыграл 37 игр и забил 19 голов. В 1992 году нигерийский футболист перешёл в «Расинг» из Сантандера. Его дебютный сезон за новый клуб получился успешным: он забил 11 голов в Сегунде и помог «Расингу» вернуться в Примеру, где он продолжал играть три следующих сезона.
Мутиу уехал в «Реал Сосьедад» в сезоне 1996/97, где провёл достаточно удачный первый сезон, после чего, в основном, лишь изо всех сил старался завоевать место в основном составе баскской команды. В начале сезона 2001/02 он недолго представлял «Аль-Иттихад» из Саудовской Аравии, но вскоре вернулся в Испанию, где провёл не слишком впечатляющий сезон в «Саламанке».
После двух неудачных сезонов в Турции и на Кипре Адеподжу играл в низших лигах Испании, после чего завершил карьеру в 2006 году. После окончания карьеры он вернулся в свою первую команду «Шутинг Старз» в качестве администратора.

### В сборной
Мутиу был членом нигерийской команды, которая играла на молодёжном чемпионате мира 1989 года.
Он дебютировал за взрослую сборную Нигерии в матче против Того в августе 1990 года, а с 1992 года Адеподжу стал призываться в сборную регулярно. Он участвовал в Кубке африканских наций 1992, помог своей стране выиграть следующий кубок. Мутиу Адеподжу был игроком команды на чемпионатах мира 1994, 1998 (забил гол в победном матче против сборной Испании — 3:2) и 2002 годов (не выходил на поле на последнем турнире).